# جيمي وولف
جيمي وولف (بالإنجليزية: Jimmy Wolf)‏ هو لاعب كرة قاعدة أمريكي، ولد في 12 مايو 1862 في لويفيل في الولايات المتحدة، وتوفي بنفس المكان في 16 مايو 1903.

## وصلات خارجية
- جيمي وولف على موقعبيزبول رفرنس.كوم (الدوري الرئيسي) (الإنجليزية)
- جيمي وولف على موقعبيزبول رفرنس.كوم (الدوري الثانوي) (الإنجليزية)